# Christoph Rainer
Christoph Rainer (* 15. April 1974 in Hanau) ist ein deutscher Koch.

## Werdegang
Christoph Rainer ging nach seiner Ausbildung erst zum Schlosshotel Kronberg in Kronberg im Taunus, dann wechselte er zum Drei-Sterne-Restaurant Residenz Heinz Winkler in Aschau im Chiemgau. Es folgten Tätigkeiten in der Villa Hammerschmiede bei Markus Nagy in Pfinztal und im Drei-Sterne-Restaurant Dieter Müller in Bergisch Gladbach.
Von März 2007 bis März 2014 war er Küchenchef im Restaurant Villa Rothschild in Königstein im Taunus. Im Guide Michelin 2011 wurde das Restaurant mit zwei Sternen ausgezeichnet. Ab 2015 kochte er im Tiger-Gourmetrestaurant im Tigerpalast in Frankfurt am Main, das ebenfalls mit zwei Michelinsternen ausgezeichnet wurde.
Seit Oktober 2017 ist er Küchenchef im Luce D’Oro in Schloss Elmau, das seit 2019 ebenso mit zwei Michelinsternen ausgezeichnet wurde.
Im August 2023 erschien sein Kochbuch My Culinary Ikigai. Im März 2024 wurde auch das Restaurant von Luce D’Oro in Ikigai umbenannt.

## Auszeichnungen
- 2010: Zwei Sterne im Guide Michelin
- 2012: Koch des Monats August, Der Feinschmecker
- 2012: 18 Punkte im Gault Millau
- 2012: „Bester Koch“, Großer Gourmetpreis Hessen
- 2019: Zwei Sterne im Guide Michelin für das Luce D'Oro